# Parafia św. Wawrzyńca w Kamieńcu

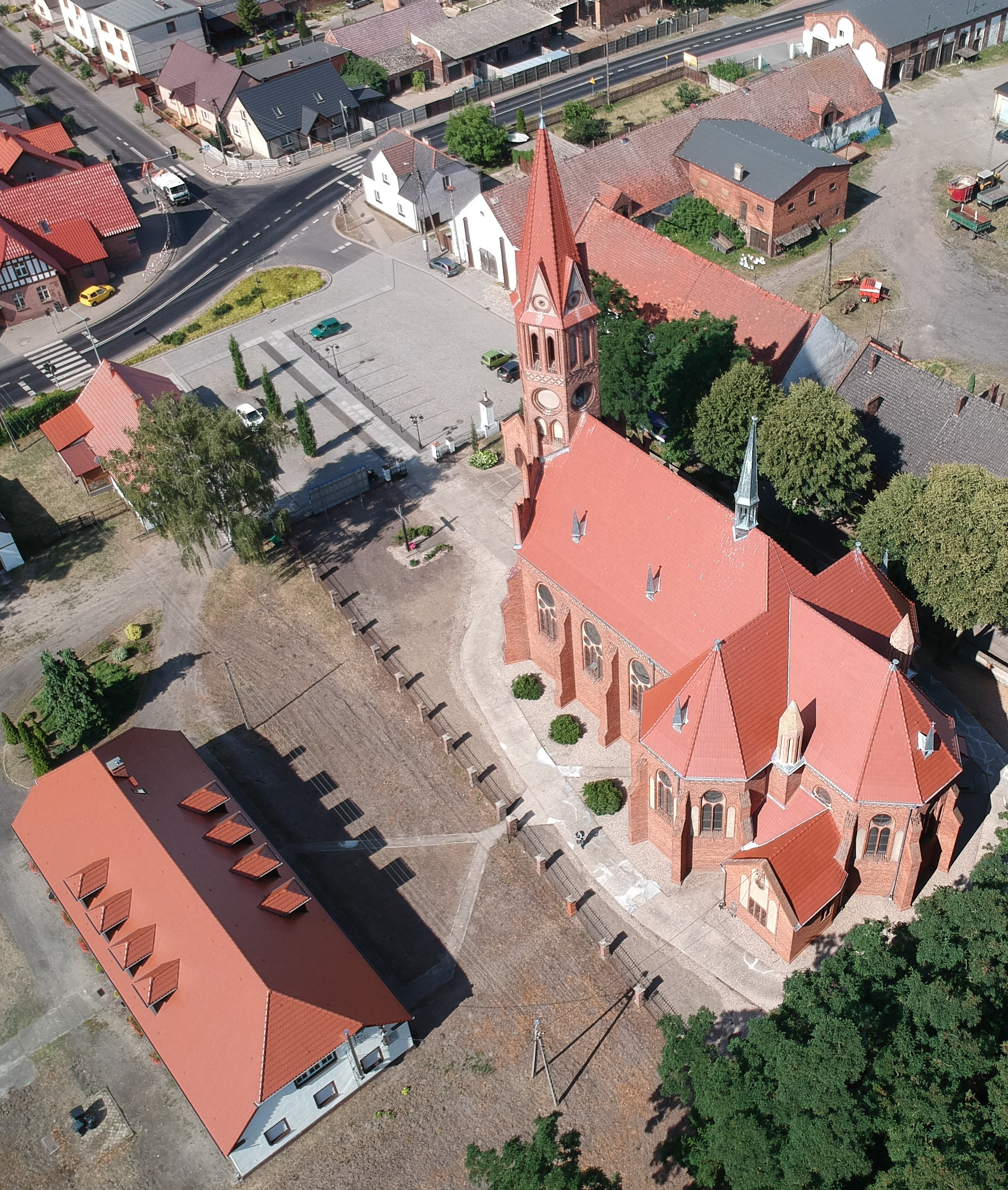

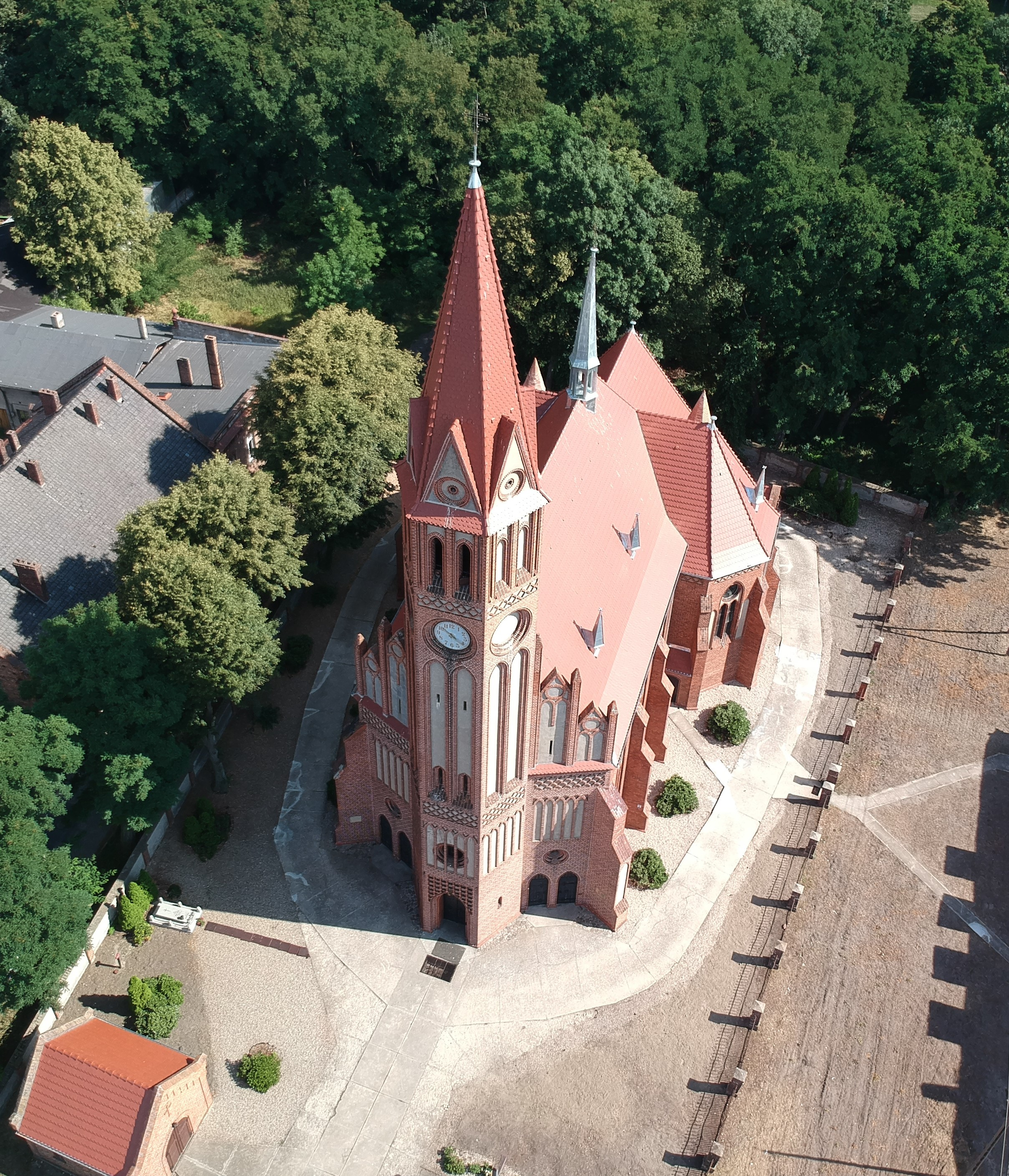
Parafia pw. Św. Wawrzyńca w Kamieńcu

Parafia Świętego Wawrzyńca w Kamieńcu – rzymskokatolicka parafia w Kamieńcu, należy do dekanatu grodziskiego. Powstała w 1380. Mieści się przy ulicy Grodziskiej.

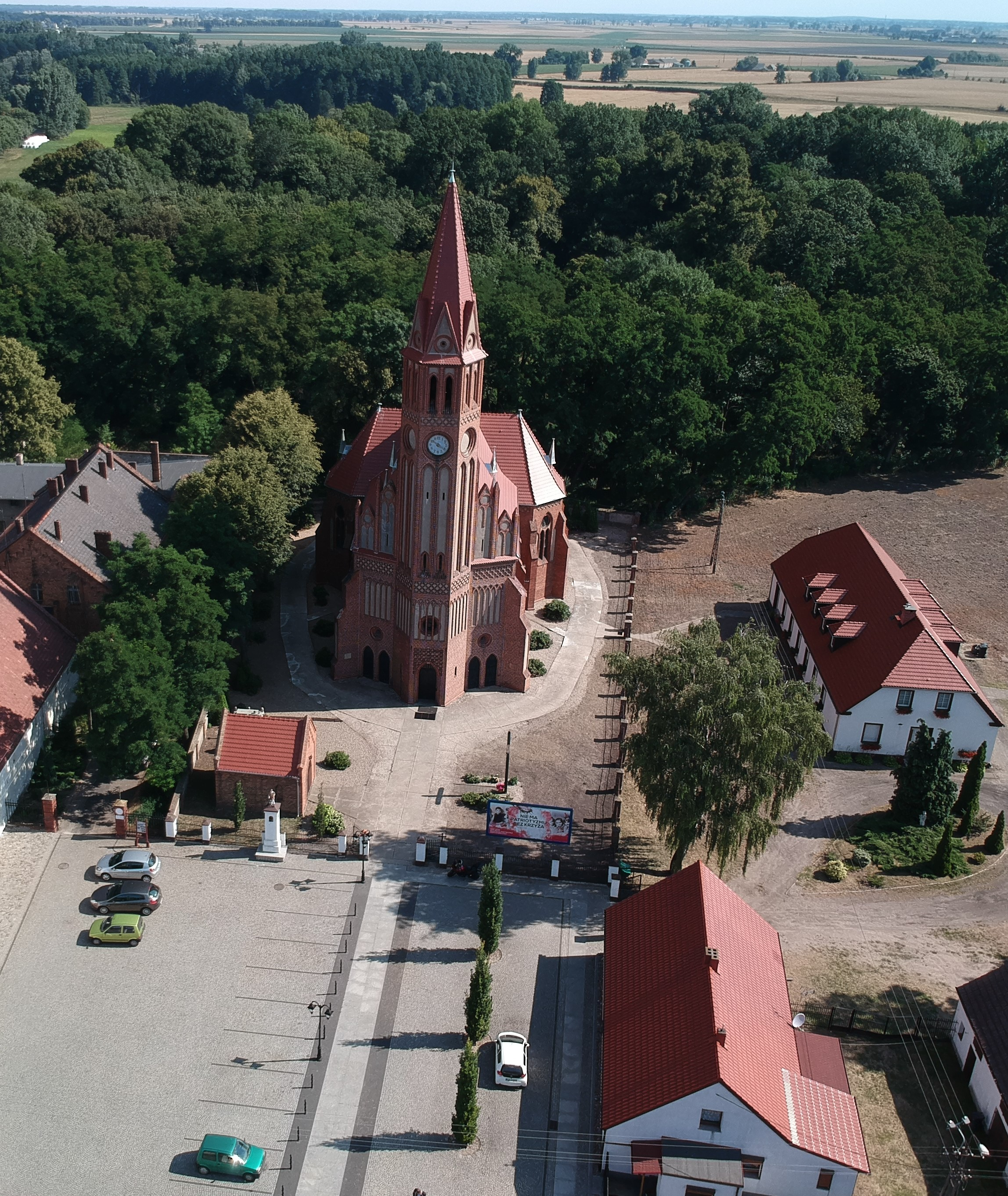

Parafialny kościół pod wezwaniem św. Wawrzyńca został wybudowany w latach 1908–1910.